# Тягнієнко Михайло Іванович
Тягнієнко Михайло Іванович (9 грудня 1936, Мрин, Чернігівська область — 29 серпня 2021) — український театральний і кіноактор, провідний майстер сцени комунального закладу «Харківський академічний драматичний театр». Лауреат премії Національної спілки театральних діячів України «Наш родовід» (2016). Заслужений артист Української РСР. Народний артист України (2018).

## Життєпис
Закінчив Мринську середню школу (1956).
Артист Харківського академічного драматичного театру у якому зіграв понад 100 ролей.
Доцент кафедри майстерності актора Харківського державного університету мистецтв ім. І.П. Котляревського.
У серпні 2021 в нього стався інсульт.

## Вшанування пам'яті
27 березня 2023 року встановлено меморіальну дошку на фасаді школи, в якій колись навчався Михайло Іванович. (с. Мрин)